# 부탄의 용왕 목록
부탄은 응아왕 남걀(Ngawang Namgyal)에 의해 설립되고 통일되었다. 1907년, 왕축 왕조에 의해 통일되었고 이후 부탄의 역대 왕들은 국가의 수장이다.

## 역대 드루크걀포 목록(1650년-1905년)
| 대 | 이름                                   | 출생연도 | 즉위연도   | 퇴위연도   | 사망연도 |
| -- | -------------------------------------- | -------- | ---------- | ---------- | -------- |
| 1  | 텐진 드럭게                            | 1591년   | 1650년     | 1655년     | 1655년   |
| 2  | 랑곤파 텐진 드룩드라                   |          | 1655년     | 1667년     | 1667년   |
| 3  | 초우겔 민주르 텐파                     |          | 1667년     | 1680년     | 1691년   |
| 4  | 걀세이 텐진 랍게                       | 1638년   | 1680년     | 1694년     | 1696년   |
| 5  | 게던 촘펠                              |          | 1695년     | 1701년     | 1701년   |
| 6  | 엥거왕 셰링                            |          | 1701년     | 1704년     |          |
| 7  | 움제 펠조르                            |          | 1704년     | 1707년     | 1707년   |
| 8  | 드루크 랍계                            |          | 1707년     | 1719년     | 1729년   |
| 9  | 엥거왕 왕감쇼우                        |          | 1719년     | 1729년     | 1729년   |
| 10 | 미팜 왕포                              |          | 1729년     | 1736년     |          |
| 11 | 쿠우 펠조르                            |          | 1736년     | 1739년     |          |
| 12 | 엥거왕 걜천                            |          | 1739년     | 1744년     |          |
| 13 | 셰라브 왕척                            |          | 1744년     | 1763년     |          |
| 14 | 드루크 펀쇼우                          |          | 1763년     | 1765년     |          |
| 15 | 왕조브 드루크 텐진 1세                 |          | 1765년     | 1768년     |          |
| 16 | 사넘 룬두브                            |          | 1768년     | 1773년     | 1773년   |
| 17 | 쿵가 린첸                              |          | 1773년     | 1776년     |          |
| 18 | 직메 신계                              | 1742년   | 1776년     | 1788년     | 1789년   |
| 19 | 드루크 텐진                            |          | 1788년     | 1792년     |          |
| 20 | 움지 찹치해브                          |          | 1792년     | 1792년     | 1792년   |
| 21 | 초우겔 소남 갸르첸 (타시 남젤)         |          | 1792년     | 1799년     |          |
| 22 | 드루크 남젤                            |          | 1799년     | 1803년     |          |
| 23 | 초우겔 소남 갸르첸 (타시 남젤) (2번째) |          | 1803년     | 1805년     |          |
| 24 | 산예 텐진                              |          | 1805년     | 1806년     |          |
| 25 | 움지 파롭                              |          | 1806년     | 1808년     |          |
| 26 | 비옴 치효다                            |          | 1807년     | 1808년     |          |
| 27 | 툴쿠 털스림 다바                       | 1790년   | 1809년     | 1810년     | 1820년   |
| 28 | 자브드룽 투툴 (지그메 드래그파)        |          | 1810년     | 1811년     |          |
| 29 | 촐레이 예헤이 갸르첸                   | 1781년   | 1811년     | 1815년     | 1830년   |
| 30 | 짜푸 도르지 남겔                       |          | 1815년     | 1815년     |          |
| 31 | 소남 드럭겔                            |          | 1815년     | 1819년     |          |
| 32 | 공짐 텐진 드룩다                       |          | 1819년     | 1823년     |          |
| 33 | 초키 가르첸                            |          | 1823년     | 1831년     |          |
| 34 | 도르지 남갈                            |          | 1831년     | 1832년     |          |
| 35 | 어대브 씽리                            |          | 1832년     | 1835년     |          |
| 36 | 초키 가르첸 (2번째)                    |          | 1835년     | 1838년     |          |
| 37 | 도르지 놀부                            |          | 1838년     | 1850년     |          |
| 38 | 왕축 갈포                              |          | 1850년     | 1850년     |          |
| 39 | 자브드룽 투툴 (지그메 노르부) (팀푸)   |          | 1850년     | 1852년     |          |
| 39 | 차그파 상예 (푸나카)                   |          | 1851년     | 1852년     |          |
| 40 | 담초 룬드럽                            |          | 1852년     | 1854년     |          |
| 41 | 잠툴 잠양 텐진                         |          | 1854년     | 1856년     |          |
| 42 | 쿵가 팔덴 (푸나카)                     |          | 1856년     | 1860년     |          |
| 42 | 세라브 타르친 (팀푸)                   |          | 1856년     | 1860년     |          |
| 43 | 폰쇼 남젤 (나치 파상)                  |          | 1860년     | 1863년     |          |
| 44 | 츠왕 시허브                            |          | 1863년     | 1864년     |          |
| 44 | 슐트림 욘텐                            |          | 1864년     | 1864년     |          |
| 45 | 카규드 왕축                            |          | 1864년     | 1864년     |          |
| 46 | 츠왕 시허브 (2번째)                    |          | 1865년     | 1867년     |          |
| 47 | 툰둘 페카르                            |          | 1867년     | 1870년     |          |
| 48 | 지그미 남겔                            | 1825년   | 1870년     | 1873년     | 1881년   |
| 49 | 킷샤브 도르지 남겔                     |          | 1873년     | 1879년     |          |
| 49 | 지그미 남겔 (2번째)                    |          | 1877년     | 1878년     |          |
| 49 | 킷샤브 도르지 남겔 (2번째)             |          | 1878년     | 1879년     |          |
| 50 | 초우겔 장포                            |          | 1879년 3월 | 1880년 6월 | 1880년   |
| 50 | 지그미 남겔 (3번째)                    |          | 1880년 6월 | 1881년 7월 |          |
| 51 | 램 츠왕                                | 1836년   | 1881년 7월 | 1883년 5월 | 1883년   |
| 52 | 가와 장포                              |          | 1883년 5월 | 1885년 8월 |          |
| 53 | 산게 도르지                            |          | 1885년     | 1901년     | 1901년   |
| 54 | 촐리 예셰 응고둡                       | 1851년   | 1903년     | 1905년     | 1917년   |

## 왕조 성립 이후 용왕 목록(1907년–현재)
부탄은 1907년, 왕축 왕조에 의해 통일되어 영국의 승인을받고 성립되었으며, 1949년, 영국으로부터 완전히 독립하였다. 부탄의 왕은 "드루크걀포"(용왕)로 알려졌다. 2008년에 지정된 헌법에 의하면, 왕은 국가의 수장이며 부탄 정부의 임원 역할을 하는 부탄의 총리는 의회 민주주의 정부의 수장이다.
| 대 | 사진 | 이름                      | 생몰년도                              | 즉위일           | 퇴위일           | 비고                      | 왕가      |
| -- | ---- | ------------------------- | ------------------------------------- | ---------------- | ---------------- | ------------------------- | --------- |
| 1  |      | 우겐 왕축                 | 1862년 6월 11일-1926년 8월 26일(64세) | 1907년 12월 17일 | 1926년 8월 26일  |                           | 왕축 왕조 |
| 2  |      | 지그메 왕축               | 1905년-1952년 3월 24일(47세)          | 1926년 8월 26일  | 1952년 3월 24일  | 우겐 왕축의 아들          | 왕축 왕조 |
| 3  |      | 지그메 도르지 왕축        | 1929년 5월 2일-1972년 7월 21일(43세)  | 1952년 3월 24일  | 1972년 7월 21일  | 지그메 왕축의 아들        | 왕축 왕조 |
| 4  |      | 지그메 싱게 왕축          | 1955년 11월 11일(69세)                | 1972년 7월 21일  | 2006년 12월 14일 | 지그메 도르지 왕축의 아들 | 왕축 왕조 |
| 5  |      | 지그메 케사르 남기엘 왕축 | 1980년 2월 21일(45세)                 | 2006년 12월 14일 | 현재             | 지그메 싱계 왕축의 아들   | 왕축 왕조 |